# Porte-voix

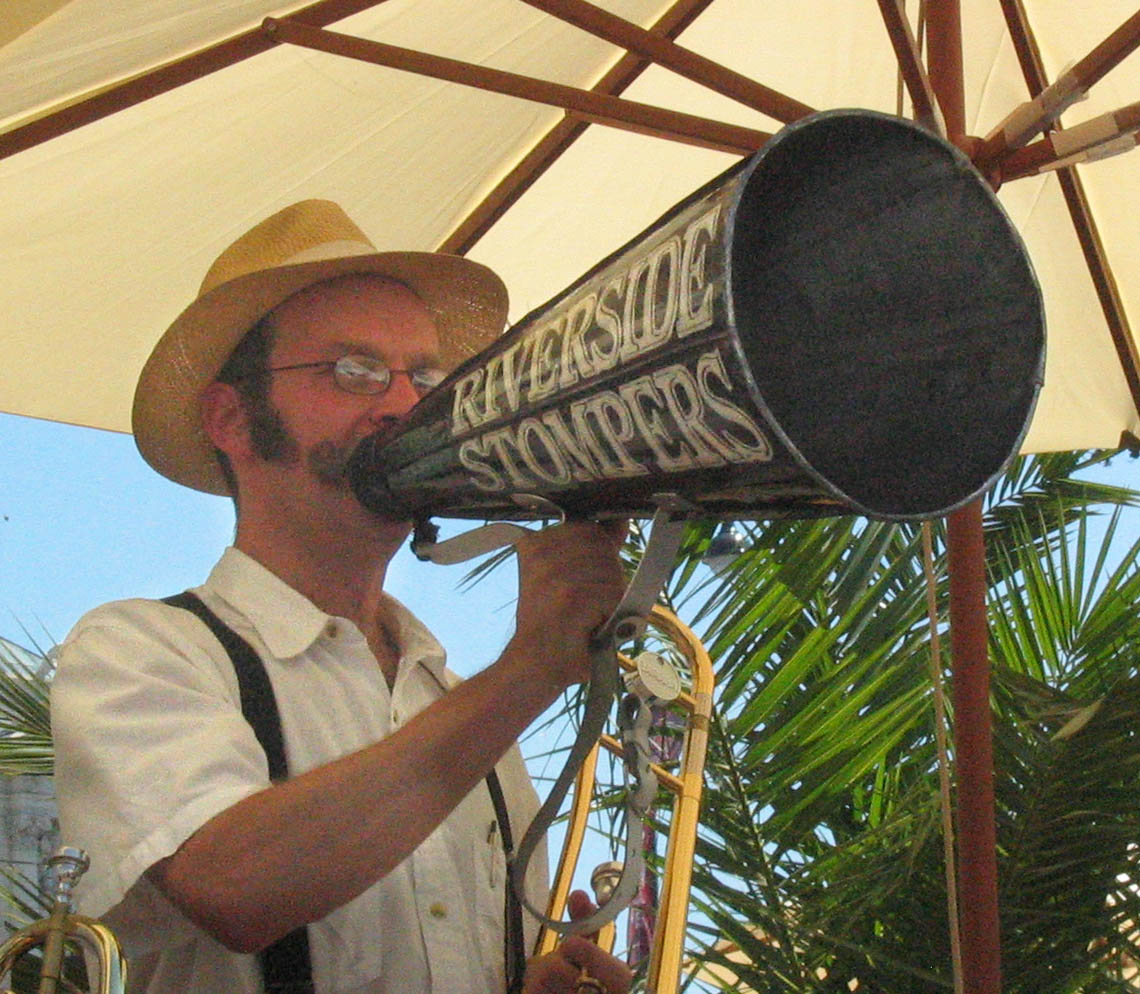
Un chanteur utilisant un porte-voix

Le porte-voix est un instrument destiné à diriger et à amplifier le son de la voix, au sommet duquel se trouve l'embouchure suivie d'un pavillon évasé en forme de cône.
Lorsqu'on parle, une onde sonore se propage, et plus le temps s'écoule, plus le périmètre de la sphère engendrée par le son créé augmente. L'énergie sonore de départ est obligée de se répartir de façon égale dans tous les sens, ce qui diminue l'intensité sonore. En utilisant un porte-voix, on atténue la dispersion de la surface d'onde.
De plus un porte-voix agit comme une extension du canal vocal et augmente ainsi l'impédance acoustique. Le transfert d'énergie de l'appareil vocal vers l'air ambiant est amélioré avec pour résultat une voix plus puissante au timbre altéré.
La version électrique de ce dispositif se nomme un mégaphone.
On appelle aussi porte-voix les tubes acoustiques.

## Histoire du porte-voix

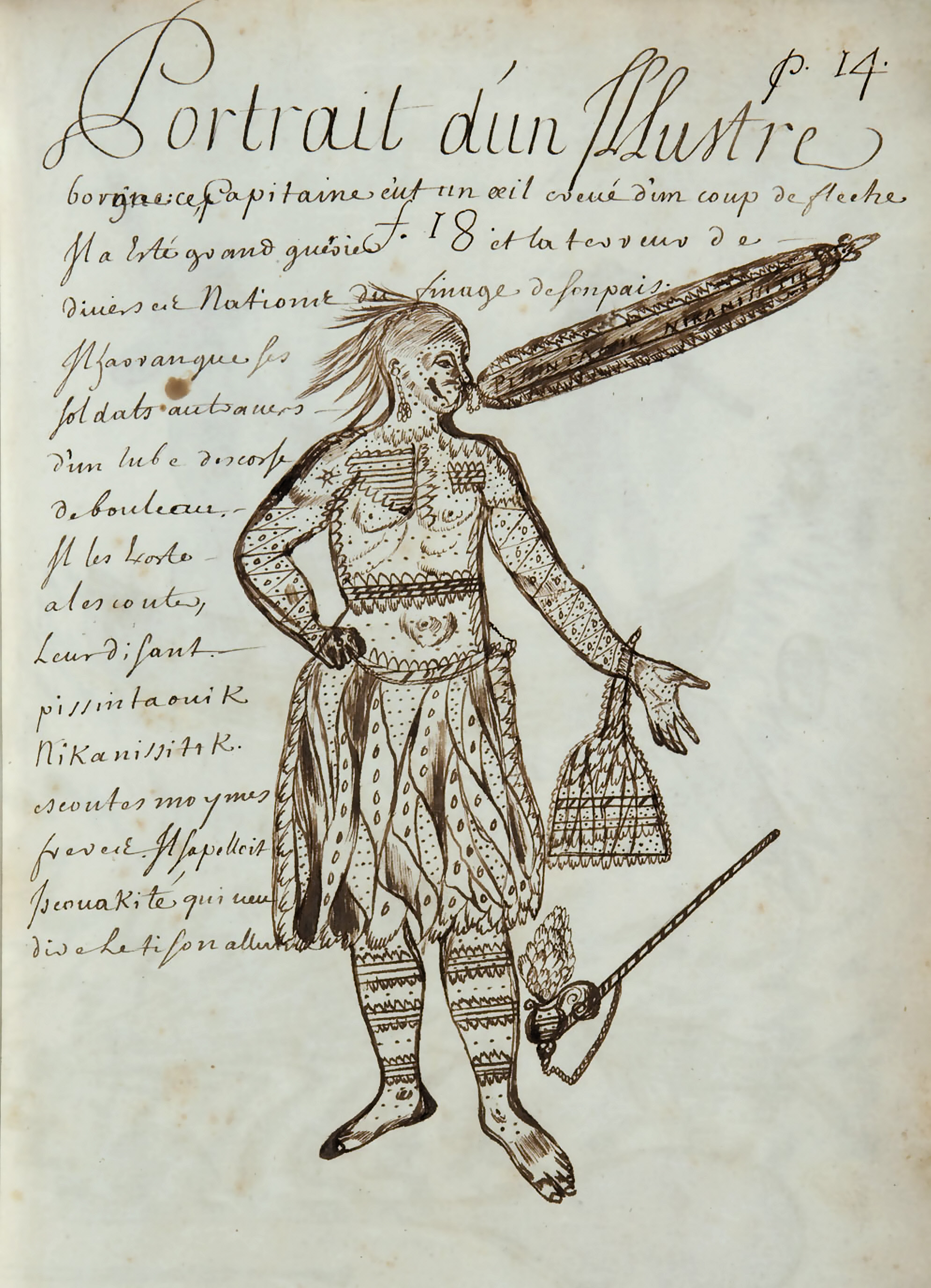
Page du Codex canadensis, par Louis Nicolas, circa 1675 à 1682, illustrant l'usage d'un porte-voix fait d'écorce de bouleau.

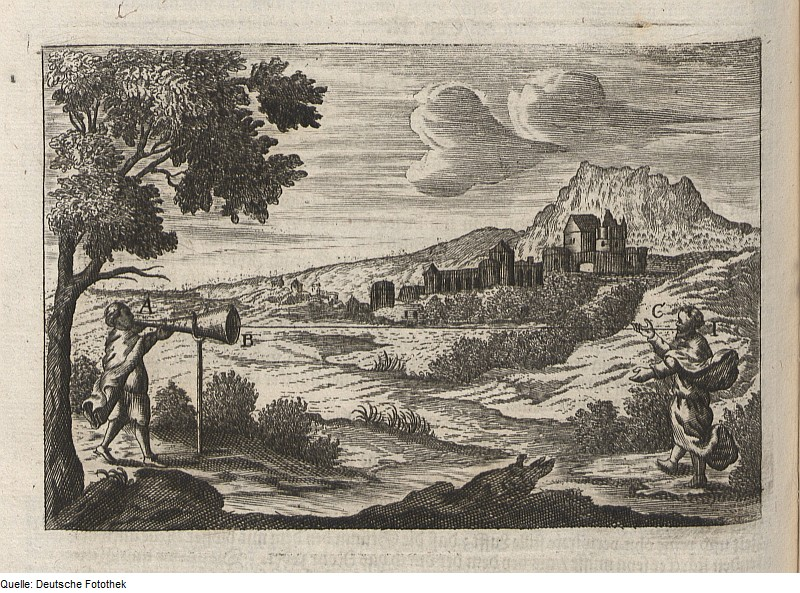
Dessin par Athanasius Kircher, daté de 1684, montrant un homme à gauche utilisant un porte-voix afin de communiquer à distance

Le porte-voix était utilisé par les Amérindiens, tel qu'illustré par Louis Nicolas dans le Codex canadensis. Il décrit l'illustration comme suit:
« Portrait d'un Illustre borgne: ce Capitaine eut un œil crevé d'un coup de fleche. Il a Esté grand guerrier et terreur de diverses Nations du linage de son pais. Il hasrangue ses soldats autravers d'un tube descorse de bouleau. Il les exorte a lescouter, leur disant pissintaouik Nikanissitik. escoutes moy mes freres. Il sapelloit Iscouakité qui veut dire le tison allumé. »
Samuel Morland et Athanasius Kircher ont inventé des porte-voix au 17e siècle. Morland, dans une œuvre publiée en 1655, a décrit ses expériences avec différentes cornes. Son plus grand mégaphone était composé de plus de 20 pieds de tube de cuivre et pouvait projeter la voix d'une personne à un mille et demi, soit 2,4 km de distance.
Vingt ans plus tôt, Kircher a décrit un appareil utilisable à la fois comme mégaphone et pour « écouter » les gens qui parlent en dehors d'une maison. Une corne enroulée serait montée sur le côté d'un bâtiment, avec une extrémité étroite à l'intérieur qui pourrait pour parler ou écouter, et une large embouchure passant par le mur vers l'extérieur.

## Bourgot

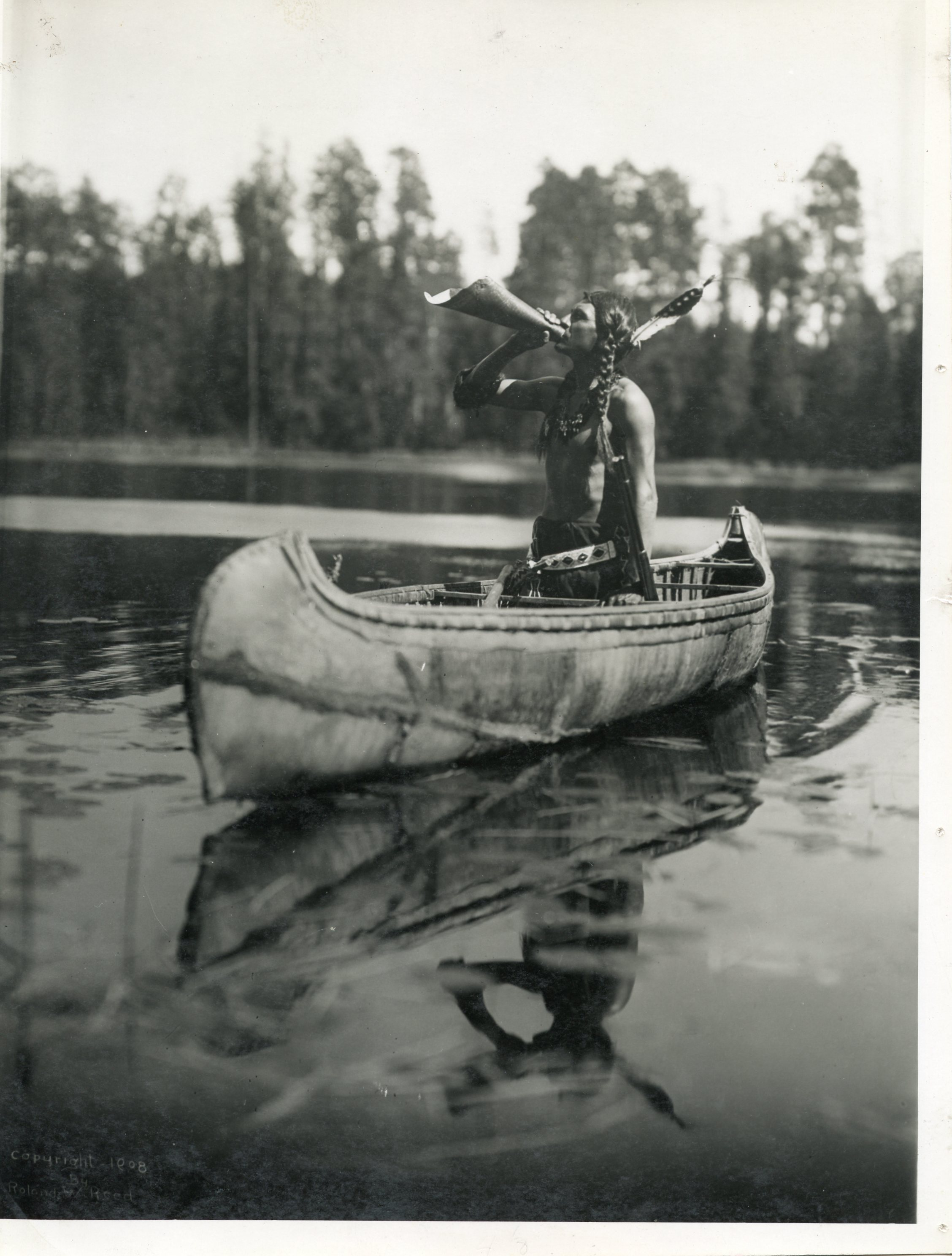
« The Moose Call », photographie par Roland W. Reed, 1908. Un Ojibwé utilise un porte-voix d'écorce pour appeler l'orignal.

Le bourgot est un porte-voix formé à partir d’écorce de bouleau roulé en forme de cône utilisé par les chasseurs pour appeler l’orignal.

## Célèbres utilisations
En 1923, la poétesse Edith Sitwell fut célèbre notamment en débitant les vers d'une de ses œuvres avec un porte-voix.[réf. souhaitée]
Le Chanteur et acteur américain Rudy Vallée (considéré comme le premier crooner) employait à ses débuts un portevoix (plus ou moins factice) en carton lors de ses récitals, avant que les progrès de l'électronique ne lui permettent d'utiliser un micro et un amplificateur sur scène. Il s'en servait aussi et surtout comme d'un accessoire de scène comique, comme  on peut le  voir avec  son personnage caricaturé dans le dessin animé de Betty Boop Pauvre Cendrillon de 1934.